# Nicolai Poulsen
Nicolai Poulsen (Randers, 15 agosto 1993) è un calciatore danese, centrocampista dell'Aarhus.

## Carriera

### Club
Poulsen ha cominciato la carriera con la maglia del Randers. Ha esordito in Superligaen in data 28 marzo 2013, subentrando a Lorenzo Davids nel pareggio a reti inviolate maturato sul campo dell'Odense.
L'8 agosto 2013 ha giocato la prima partita nelle competizioni europee per club, sostituendo Martin Svensson nella sconfitta per 2-0 arrivata in casa del Rubin Kazan', sfida valida per il terzo turno dell'Europa League.
Il 21 settembre 2015 ha trovato la prima rete nella massima divisione danese, contribuendo al successo per 0-2 sul campo dell'Esbjerg.
Il 16 agosto 2017, i norvegesi del Sarpsborg 08 hanno reso noto d'aver ingaggiato Poulsen con la formula del prestito, valido fino al termine della stagione. Il giocatore ha scelto di vestire la maglia numero 6. Il Sarpsborg 08 si è riservato anche il diritto per l'acquisto a titolo definitivo.
Al termine del campionato norvegese, ha fatto ritorno al Randers per fine prestito.

### Nazionale
Poulsen ha giocato 6 partite per la Danimarca under 21. Ha esordito in data 14 novembre 2014, subentrando a Jens Jønsson nel pareggio per 2-2 contro la Repubblica Ceca.
Inizialmente convocato tra le riserve della Danimarca olimpica per i Giochi della XXXI Olimpiade, è stato poi escluso dall'elenco a causa di un infortunio.

## Statistiche

### Presenze e reti nei club
Statistiche aggiornate al 1º gennaio 2018.
| Stagione       | Club           | Campionato     | Campionato | Campionato | Coppe nazionali | Coppe nazionali | Coppe nazionali | Coppe continentali | Coppe continentali | Coppe continentali | Supercoppe | Supercoppe | Supercoppe | Totale | Totale |
| Stagione       | Club           | Comp           | Pres       | Reti       | Comp            | Pres            | Reti            | Comp               | Pres               | Reti               | Comp       | Pres       | Reti       | Pres   | Reti   |
| -------------- | -------------- | -------------- | ---------- | ---------- | --------------- | --------------- | --------------- | ------------------ | ------------------ | ------------------ | ---------- | ---------- | ---------- | ------ | ------ |
| 2012-2013      | Randers        | SL             | 6          | 0          | CD              | 1               | 0               | -                  | -                  | -                  | -          | -          | -          | 7      | 0      |
| 2013-2014      | Randers        | SL             | 13         | 0          | CD              | 0               | 0               | UEL                | 1                  | 0                  | -          | -          | -          | 14     | 0      |
| 2014-2015      | Randers        | SL             | 29         | 0          | CD              | 4               | 0               | -                  | -                  | -                  | -          | -          | -          | 33     | 0      |
| 2015-2016      | Randers        | SL             | 31         | 1          | CD              | 2               | 0               | UEL                | 3                  | 0                  | -          | -          | -          | 36     | 1      |
| 2016-2017      | Randers        | SL             | 29         | 0          | CD              | 3               | 0               | -                  | -                  | -                  | -          | -          | -          | 32     | 0      |
| lug.-ago. 2017 | Randers        | SL             | 4          | 0          | CD              | 0               | 0               | -                  | -                  | -                  | -          | -          | -          | 4      | 0      |
| Totale Randers | Totale Randers | Totale Randers | 112        | 1          |                 | 10              | 0               |                    | 4                  | 0                  |            | -          | -          | 126    | 1      |
| ago.-dic. 2017 | Sarpsborg 08   | ES             | 8          | 0          | CN              | 3               | 0               | -                  | -                  | -                  | -          | -          | -          | 11     | 0      |
| Totale         | Totale         | Totale         | 120        | 1          |                 | 13              | 0               |                    | 4                  | 0                  |            | -          | -          | 137    | 1      |